# Metropolia della Baschiria

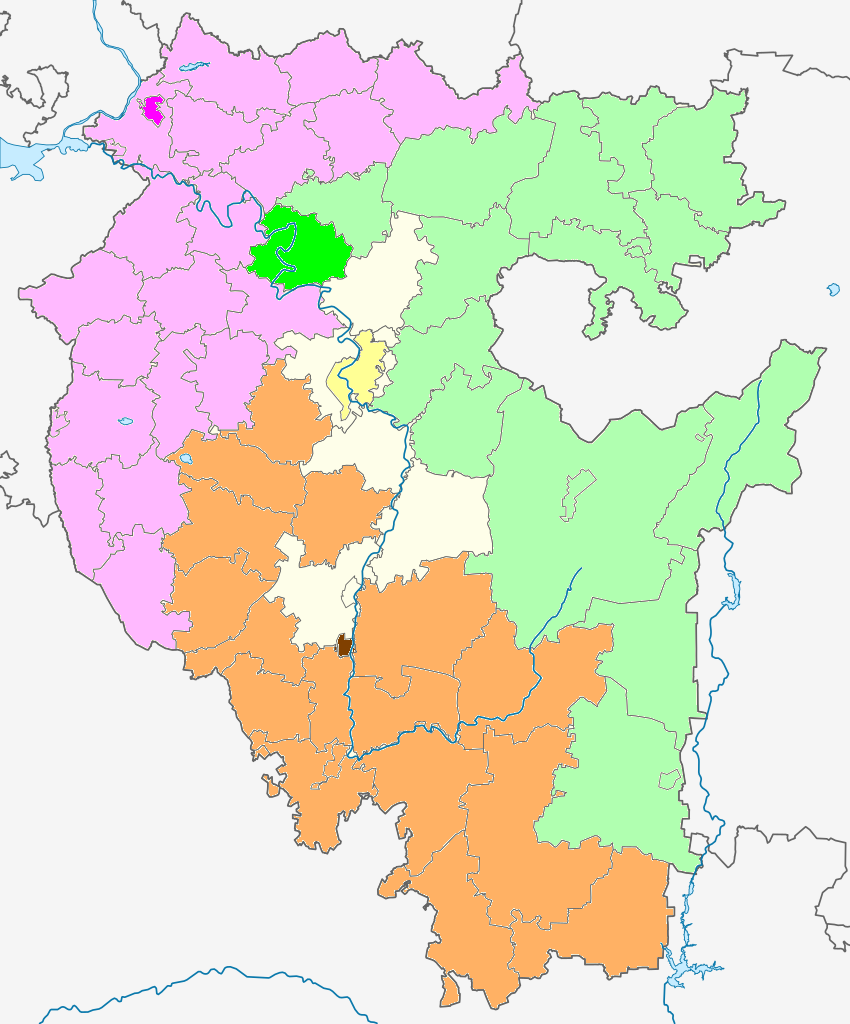
Mappa delle eparchie della metropolia della Baschiria: eparchia di Ufa (giallo), eparchia di Birsk (verde), eparchia di Neftekamsk (rosa) e eparchia di Salavat (arancione).

La metropolia della Baschiria (in russo: Башкортостанская митрополия) è una delle province ecclesiastiche che costituiscono la Chiesa ortodossa russa.
Istituita dal Santo Sinodo il 27 dicembre 2011, comprende la repubblica della Baschiria nel circondario federale del Volga.
È costituita da quattro eparchie:
- Eparchia di Ufa
- Eparchia di Birsk
- Eparchia di Neftekamsk
- Eparchia di Salavat

Sede della metropolia è la città di Ufa, il cui vescovo ha il titolo di "Metropolita di Ufa e Sterlitamak".